# 동방의 빛
《동방의 빛》(東邦의 燈-) (가제)은 독립운동가 안중근의 업적을 기념해 그의 삶을 그린 특별기획 대하드라마이다. 제작사는 JI 프로덕션, 극본은 김연아 작가, 연출은 자체발광 그녀의 이정표 PD이며 방송사는 미정이다.
이 드라마는 KBS와 MBC는 한국 전쟁 특집 드라마 전우와 로드 넘버원을 편성 이유로 반대했으며 SBS 또한 편성 반대 뜻을 보여 촬영조차 하지 못하다가 결국 제작이 중단되었다. 이후 제작사 대표가 자살하였다.

## 이모저모
- 주인공 안중근 역으로 낙점된 이성재는 <동방의 빛>에 캐스팅 되어 2008년 MBC 수목극 대한민국 변호사 이후 안방극장에 복귀할 계획이었으며[6] 이 때문에 MBC 내조의 여왕에서 오지호가 맡았던 온달수[7] 역을 사양했다.
- <동방의 빛> 캐스팅 되었던 배우들 : 안중근 역-이성재, 이토 히로부미 역-신성일, 안중근 어머니(조마리아) 역-양미. 장연희 역-이영아
- 그러나, <동방의 빛> 편성이 취소된 뒤 이성재는 2011년 방영된 KBS 2TV 월화극 포세이돈으로 안방극장에 복귀[8] 했다. 2017년 한국인들은 박근혜 탄핵을 찬성했으나, 옛날 태극기가 나오지 않고 현재 국기로 엉터리 장면이 나올 경우 더 이상 영화나 드라마를 제작하지 않음을 보였으며, 영화나 드라마로 제작을 고치며 3.1운동이나 광복 장면이 나올 것을 예상한다.